# Sphenodesme ferruginea
Sphenodesme ferruginea là một loài thực vật có hoa trong họ Hoa môi. Loài này được (Griff.) Briq. miêu tả khoa học đầu tiên năm 1895.